# Hard Paint
Pour plus de détails, voir Fiche technique et Distribution.
Hard Paint (Tinta Bruta) est un film brésilien écrit et réalisé par Marcio Reolon et Filipe Matzembacher, sorti en 2018.

## Distribution
- Shico Menegat : Pedro
- Bruno Fernandes : Leo
- Guega Peixoto : Luiza
- Sandra Dani : Avó
- Frederico Vasques : Beto
- Denis Gosh : Igor
- Camila Falcão : Paula
- Áurea Baptista : la juge

## Récompenses
- Berlinale 2018 : 
  - Teddy Award du meilleur film LGBTQ[1]
  - Prix Panorama
- Festival international du film de Guadalajara 2018 : Prix Maguey du meilleur film